# Loma Linda West (Teksas)
Loma Linda West je naseljeno mjesto za statističke potrebe u američkoj saveznoj državi Teksas. Prema popisu stanovništva iz 2010. u njemu je živjelo 114 stanovnika.